# 月岩
月岩，即月球上的岩石。較細緻的月球表岩屑（直徑1公分以下）常被称为月壤。更細緻的物質（直徑30微米）称为“月球塵埃”。

## 表岩屑

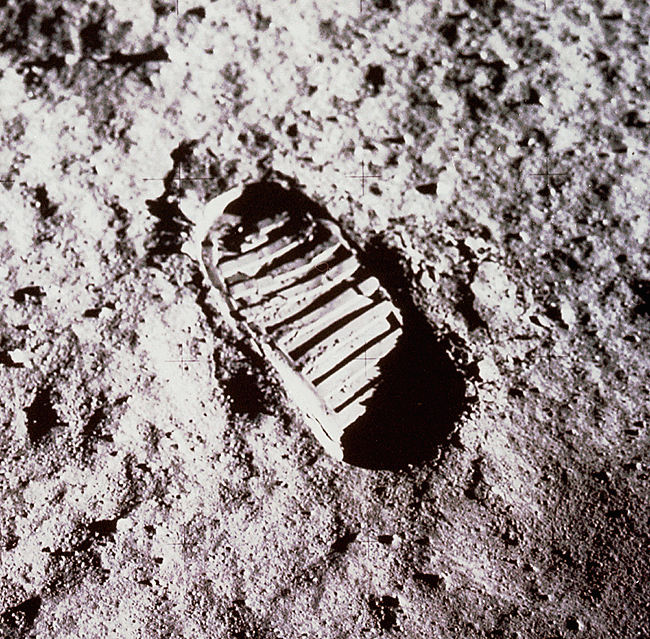
這張著名的圖像是阿波羅11號為顯示月球土壤細緻和粉狀的紋理而拍攝的。

幾乎整個月球表面都覆蓋著表岩屑，只有非常陡峭的火山口壁和偶爾有一些熔岩渠道上才會有基岩裸露出來。這些表岩屑是在過去的46億年期間，經由大大小小的隕石、平穩的轟擊表面的微隕石和太陽與行星際空間的帶電粒子，撞擊和分割表面的岩石。
微隕石的撞擊，有時速度會超過60,000 mph（30 km/s），可以產生足夠的熱熔化或汽化部分的微塵。這種熔化和重新冷凍使微粒銲接成玻璃狀、接合邊緣膠合。
表岩屑在月海的厚度經常在4-5米，而在較老的高地區域厚度可以增加至10-15米。在這些真實的表岩屑之下是經常是「巨大表岩屑」，是被巨大的撞擊創造的破碎的短而堅實的基岩。

## 月球陨石

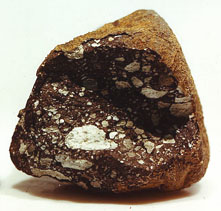
月球隕石 Allan Hills 81005

當月球受巨大撞擊形成數公里直徑的環形山時，撞击产生的碎片会離開月面。目前发现的大部分的月球隕石一般在10萬至100萬年前才離開月球。這些隕石離開月面後，並非馬上飛往地球，而是進入圍繞地球的軌道上運行了一段很長的時間，並最終屈從於地球的引力。一些隕石從月球上彈出得到發射進入繞著太陽轉的軌道。這些隕石留在太空時間較長，但最終相交地球的軌道和陸地。

## 月岩標本

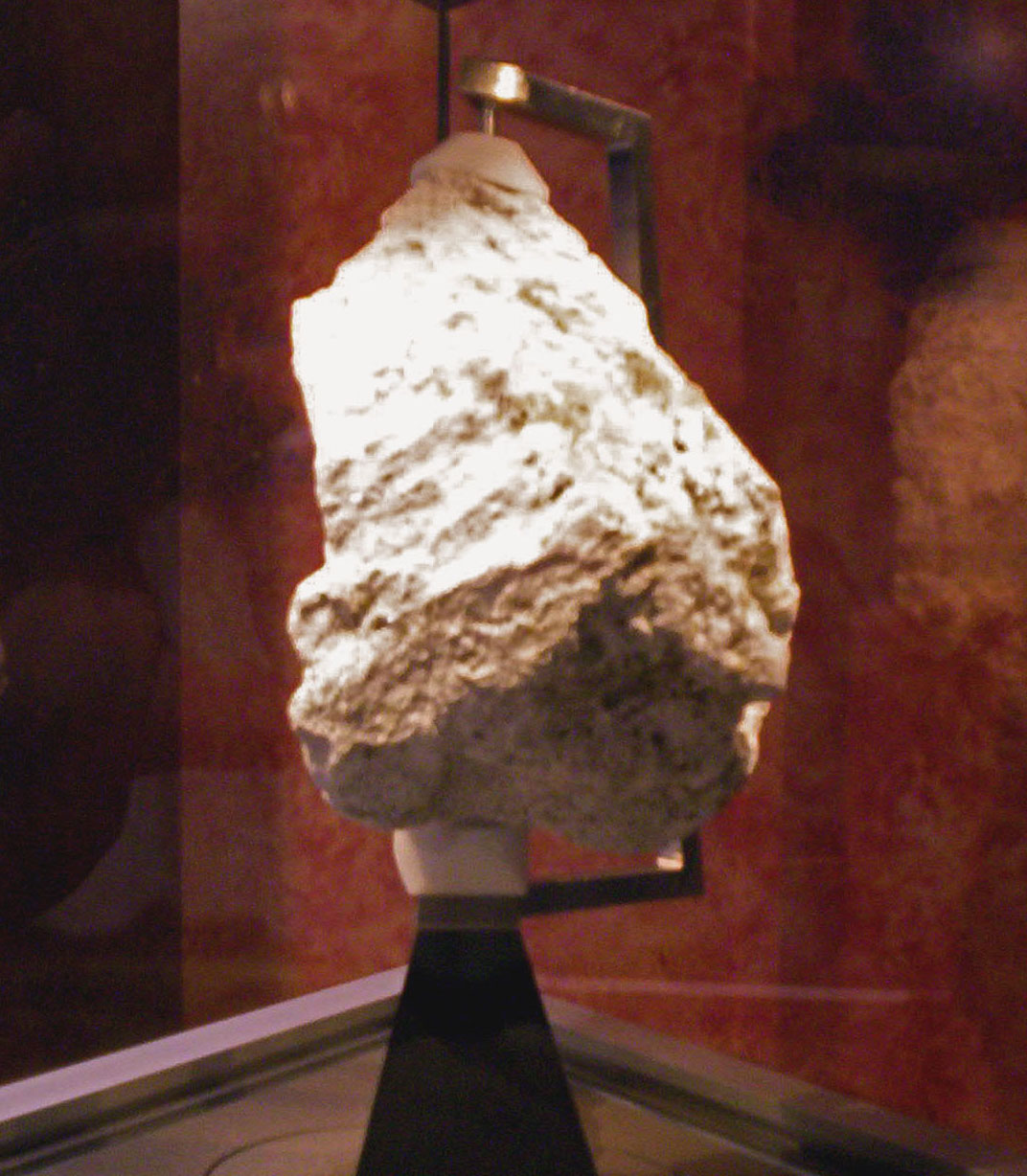
月球铁方解钙长石，编号60025（斜长石）。由阿波罗16号的宇航员在月表高地笛卡尔环形山附近找到。这块标本目前陈列在位于华盛顿哥伦比亚特区的国家历史博物馆

除了陨石，人类可以接触到月岩还有来自美国、苏联和中国的月球采样。
美國的阿波罗计划有多次任务攜返地球，在月球表面总共採集了2,415块标本，主要来自于阿波罗15号、16号和17号，總計383千克。
苏联的月球计划发射的11颗月球自动采样探测器（其中3颗成功）所攜返的总计326克月球土壤。
中国的探月工程任务所带回的月壤样本总计3666克（其中嫦娥五号任务带回正面样本1731克，嫦娥六号任务带回背面样本1935.3克）。
| 任务     | 任务       | 标本质量 |
| -------- | ---------- | -------- |
| 美国任务 | 阿波罗11号 | 22千克   |
| 美国任务 | 阿波罗12号 | 34千克   |
| 美国任务 | 阿波罗14号 | 43千克   |
| 美国任务 | 阿波罗15号 | 77千克   |
| 美国任务 | 阿波罗16号 | 95千克   |
| 美国任务 | 阿波罗17号 | 111千克  |
| 苏联任务 | 月球16号   | 101克    |
| 苏联任务 | 月球20号   | 55克     |
| 苏联任务 | 月球24号   | 170克    |
| 中国任务 | 嫦娥五号   | 1731克   |
| 中国任务 | 嫦娥六号   | 1935.3克 |

### 美国
阿波罗计划中的月球标本由多种不同的工具采集，包括锤、耙、铲、钳以及钻探采集。大多数被采集前的标本都有照片记录标本的原貌。标本采集后被放入有编号的标本袋中。带回地球后，标本被保存在特别环境标本容器（Special Environmental Sample Container）中，以确保月球标本不被地球环境污染。
通过放射测年后，研究人员发现月表岩石标本与地球相比都很古老。月海中的玄武岩标本的年龄多在32亿年左右，高地中的标本甚至达到46亿年的年龄。由此可见，月球是在太阳系早期形成的。
月球岩石与地球表面的岩石很类似，尤其是氧同位素的含量。但是月球岩石的含铁量都较低，例如钾和钠等不稳定元素含量极低，且完全没有水含量。
新发现的矿石包括阿姆阿尔柯尔矿石，以阿波罗11号的3位宇航员命名的：阿姆斯特朗（Armstrong）、奥尔德林（Aldrin）以及科林斯（Collins）。
月球岩石标本的主储存地点在休斯敦林顿·约翰逊太空中心的月球物质回收和回归宇航员检疫实验所中。为了安全保护，也有一小部分被储存在圣安东尼奥的布鲁克斯空军基地。多数标本被保存在氮气中，以确保与水分隔离。标本只能用特殊的工具被间接处理。

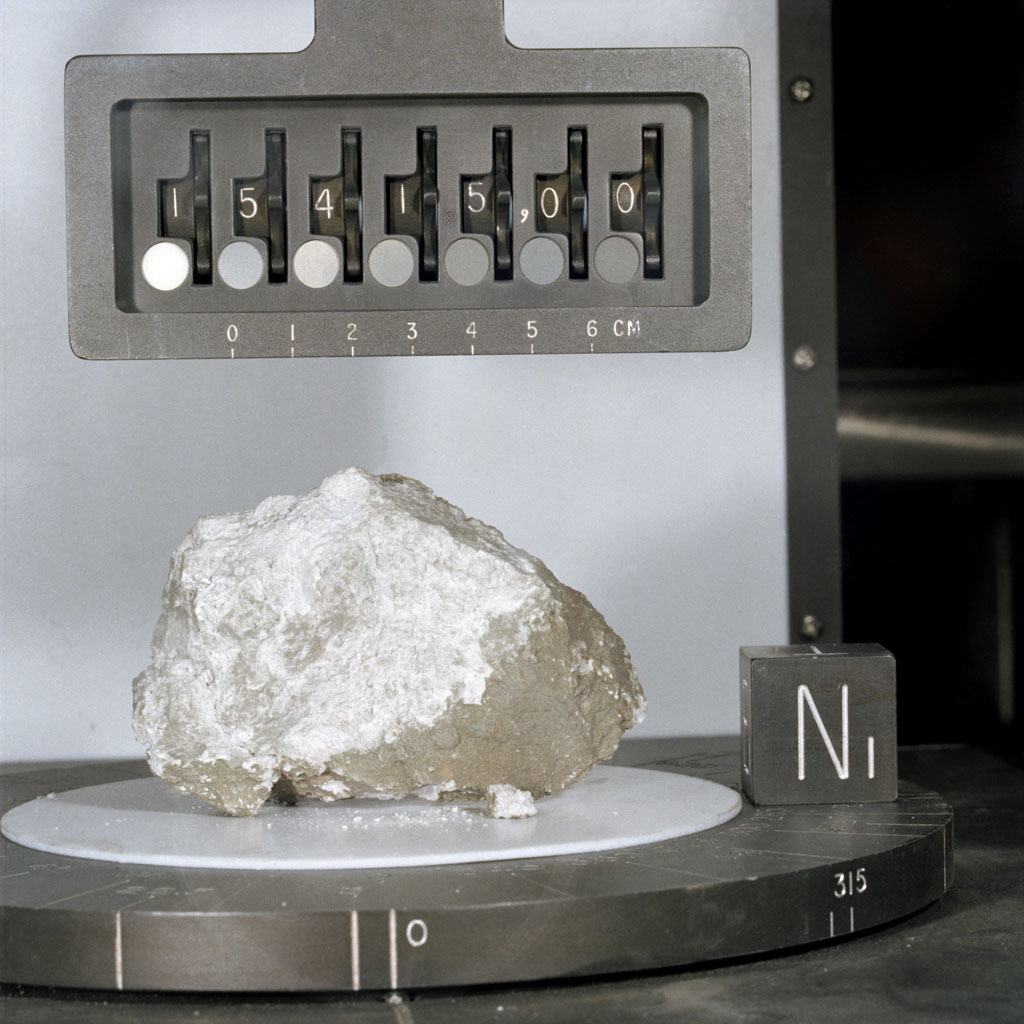
阿波罗15号带回的起源石。

截至目前，月球岩石被认为是无价的。1993年，3块来自月球16号总重0.2克的标本被卖到了442,500美元的价格。2002年，月球标本大楼的一个存放着月球和火星标本的保险箱被偷。被找回之后，美国国家航空航天局2003年估计这些总质量达285克标本的价格约为一百万美元。
几百份小标本被装裱并被赠予政府部门和州长。至少有一份被盗、出售并被找回。其他的一些标本被送到一些博物馆，其中包括航空航天博物馆，以及肯尼迪航天中心的游览中心。肯尼迪航天中心有一个“触摸一块月球”（touch a piece of the moon）的展览项目，其实是一小块月表岩石被水泥包在一根游览中心拱顶的柱子里。NASA宣称原来的382千克标本有几乎295千克仍然保持着最初的状况，并被保存在林顿·约翰逊太空中心。

### 中國
1978年，美國總統卡特的安全事務顧問布熱津斯基訪問中國時，向國務院總理華國鋒贈送了一克月球岩石樣品。中國科學家研究了其中0.5克，共发表40篇论文，其中欧阳自远院士团队发表了14篇论文，以及推斷樣品由阿波罗17号所採集。另外0.5克展示在北京天文馆。
在2020年嫦娥五号任务中，着陆装置在月球正面风暴洋的吕姆克山脉以北地区（月球正面西经51.9161度、北纬43.0576度）着陆，通过钻探和表面采集的方式收集月壤和月岩样本，按照1:3的比例进行采集，共采集了1731克。这是自1976年后第一个返回地球的月壤样本，中国成为世界上第三个将这些物质带回地球的国家。部分月壤于2021年3月在国家博物馆展出。之后样本进行了两个批次的分发供科研机构进行研究。
2022年9月9日，中国国家航天局和国家原子能机构联合在北京发布嫦娥五号最新科学成果，中国科学家在月球上发现了新矿物。经国际矿物学会新矿物分类及命名委员会投票通过，中国核工业月球科研单位发现的月球新矿物被命名为嫦娥石。嫦娥石为磷酸盐矿物，呈柱状晶体，存在于月球玄武岩颗粒中。这是人类在月球上发现的第六种新矿物，中国也成为继美国和前苏联之后，第三个在月球上发现新矿物的国家。嫦娥石是中国在空间科学领域取得的一项重大科学成果，也是核领域与航天跨行业、跨专业合作的一次成功探索。
在2024年嫦娥六号任务中，着陆装置在月球背面南极-艾特肯盆地的阿波罗环形山南部地区（月球正面西经153.9852度、南纬41.6385度）着陆，共采集了1935.3克。这是人类首次从月球背面带回样本。

## 参見
- 克里普矿物
- 月球地质
- 月球物质回收实验所